# WASP-95
WASP-95 är en ensam stjärna belägen i mellersta delen av stjärnbilden Tranan. Den har en skenbar magnitud av ca 10,1 och kräver ett teleskop för att kunna observeras. Baserat på parallax Gaia Data Release 3 på ca 7,24 mas beräknas den befinna sig på ett avstånd av ca 451 ljusår (ca 138 parsec) från solen. Den rör sig bort från solen med en heliocentrisk radialhastighet av ca 6 km/s.

## Egenskaper
WASP-95 är en gul till vit solliknande stjärna i huvudserien av spektraltyp G2. Den har en massa av ca 1,1 solmassa, en radie av ca 1,15 solradie och har en effektiv temperatur av ca 5 800 K.

## Planetsystem
År 2013 upptäcktes en exoplanet i en bana kring WASP-95. Planeten, WASP-95b, är en het Jupiter som är cirka 10 procent mer massiv än Jupiter och fullbordar en bana kring stjärnan på cirka två dygn. Den upptäcktes genom dess passage framför stjärnan 2013. Planetens jämviktstemperatur är 1 692,6 ± 40,4 K.
| Planet | Massa                 | Halv storaxel (AE) | Siderisk omloppstid (d) | Excentricitet | Inklination            | Radie            |
| ------ | --------------------- | ------------------ | ----------------------- | ------------- | ---------------------- | ---------------- |
| b      | 1,206 +0,065−0,067 MJ | 0,0312 ± 0,0022    | 2,1847                  | 0,018         | 85,9411+0,0065−0,0066° | 1,098 ± 0,088 RJ |